# Управление талантами
Управление талантами (англ. Talent management) — совокупность инструментов управления персоналом, которые дают возможность организации привлекать, эффективно использовать и удерживать сотрудников, которые вносят существенный вклад в развитие организации.
Выделяют два основных подхода к Управлению Талантами:
- Инклюзивный (англ. Inclusive Talent Management). Весь персонал компании рассматривается как “таланты”, обладающие теми или иными сильными качествами, которые компания помогает им развивать, обеспечивая таким образом повышение результативности. При таком широком подходе к определению “таланта” Управление Талантами рассматривается как управление персоналом, при котором организация стимулирует каждого работника к развитию, с целью повышения результативности[1].
- Эксклюзивный (англ. Exclusive Talent Management). Управление талантами - это система привлечения, идентификации, развития, удержания и вовлечения тех работников, которые представляют особенную ценность для организации, в силу того, что эти работники обладают высоким потенциалом с точки зрения бизнеса компании (англ. HiPo - High Potential), либо занимают критически важные для бизнеса роли[1][2]. Эксклюзивный подход в управлении талантами восходит к идеям о дифференциальном подходе в экономике, к закону Парето.[3] Организация направляет дополнительные ресурсы для развития группы высокопотенциальных сотрудников, подразумевая более высокую отдачу, результативность.[3]

Инклюзивный и эксклюзивный подход к управлению талантами не являются взаимоисключающими. Некоторые международные компании в разделах “карьера” на своих веб-сайтах подчеркивают, что строят свою работу с персоналом подразумевая, что каждый сотрудник обладает тем или иным талантом (например, ИКЕА). Однако, практически все крупные международные компании используют одновременно и эксклюзивный подход при подготовке возможных преемников на ключевые позиции в компании, т.н. практика управления "скамейками запасных" (англ. succession planning, bench management) или в советском варианте подготовка “кадрового резерва”.
С точки зрения экономики труда эксклюзивный подход к управлению талантами является по своей сути дискриминирующим по признаку потенциала: т.к. организация направляя больше ресурсов на развитие высокопотенциальных сотрудников, тем самым дискриминирует менее потенциальных сотрудников в этом отношении. Дискриминацию по признаку потенциала можно объяснить на примере, характерном для многих социально-культурных традиций, а именно, когда в условиях ограниченных возможностей родители принимают решение дать лучшее образование наиболее способному из детей. Таким образом, в приведенном примере родители практикуют дискриминацию по признаку потенциала в отношении своих менее способных детей.  

## Потенциал

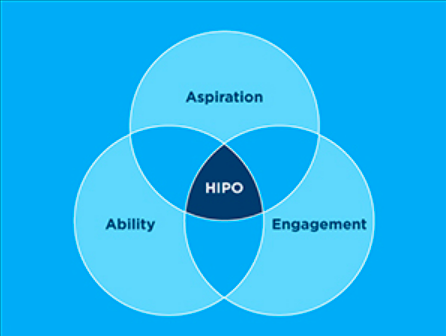
Модель HiPo- HighPotential

Наиболее общепринятой считается модель CEB - Gartner, которая предполагает, что сотрудник обладает высоким потенциалом (англ.  High Potential HiPo) - если сотрудник показывает высокие результаты в работе (является  англ. High Performer HiPer) и одновременно отвечает трем критериям: 
- Aspiration - Стремление к карьерному росту, желание занять более высокие позиции в компании;
- Ability - Способность быть эффективным на более высоких должностях;
- Engagement - Лояльность и преданность организации.[4]

В практике управления талантами крупных международных компаний оценку потенциала проводит непосредственный линейный руководитель сотрудника на основании принятой в компании модели HiPo, после чего специальный "комитет по талантам" (англ. Talent Committee, Talent Forum etc.), как правило состоящий из руководителей подразделения и HR бизнес-партнеров, обсуждает все кандидатуры на соответствие критериям HiPо, карьерные устремления и мотивацию сотрудников, и присваивает рейтинг каждому сотруднику. Например, может использоваться 3-шаговая шкала: 
1. "High Potential" - высоко потенциальный. Сотрудник готов и может занять более высокую позицию уже сейчас;
2. "Potential" - потенциальный - сотрудник может быть эффективен в более высокой должности через 1-2 года, при условии получения дополнительного опыта;
3. "Continue" - сотрудник эффективен в текущей роли.[4]

Целью комитета по талантам является не только подтверждение рейтинга, но и обсуждение планов для карьерных перемещений и возможностей развития высоко потенциальных и потенциальных сотрудников. Как правило рейтинг сотрудника ему/ей не сообщается, так как с одной стороны организация не может гарантировать наличия более высокой должности здесь и сейчас, с другой стороны сообщение рейтинга самому сотруднику будет формировать ожидания с его/ее стороны. С точки зрения организации рейтинг HiPо относится к будущей, более высокой должности, которая в случае возникновения вакансии может быть закрыта с помощью этого самого HiPo. А пока такой вакансии нет, и сотрудник продолжает работать на своей текущей должности, поэтому разглашение ему рейтинга может помешать его эффективной работе.

## История
Термин управление талантами использовал Дэвид Уоткинс в статье, опубликованной им в 1998 г. и в дальнейшем развил в книге «Системы управления талантами» в 2004 г. В 1997 г. компания McKinsey выпустила публикацию «Война за таланты», что повлияло на популяризацию термина.